# Canzonetta
Canzonetta (plural: canzonette) era uma composição musical popular italiana, que nasceu por volta de 1560. Em sua primeira forma, assemelhava-se ao madrigal, mas com caráter mais leve. Somente a partir do século XVIII, especialmente fora da Itália, o termo passou a indicar uma canção com acompanhamento, apenas no estilo popular.

## Compositores decanzonetteilustres
- Claudio Monteverdi
- Ludovico da Viadana
- Felice Anerio
- Adriano Banchieri
- Luca Marenzio
- Pietro Cerone
- Orazio Vecchi
- Giovanni Artusi
- Hans Leo Hassler
- Giovanni Maria Nanino
- Francesca Caccini
- Salamone Rossi
- Joseph Haydn